# بالاتا

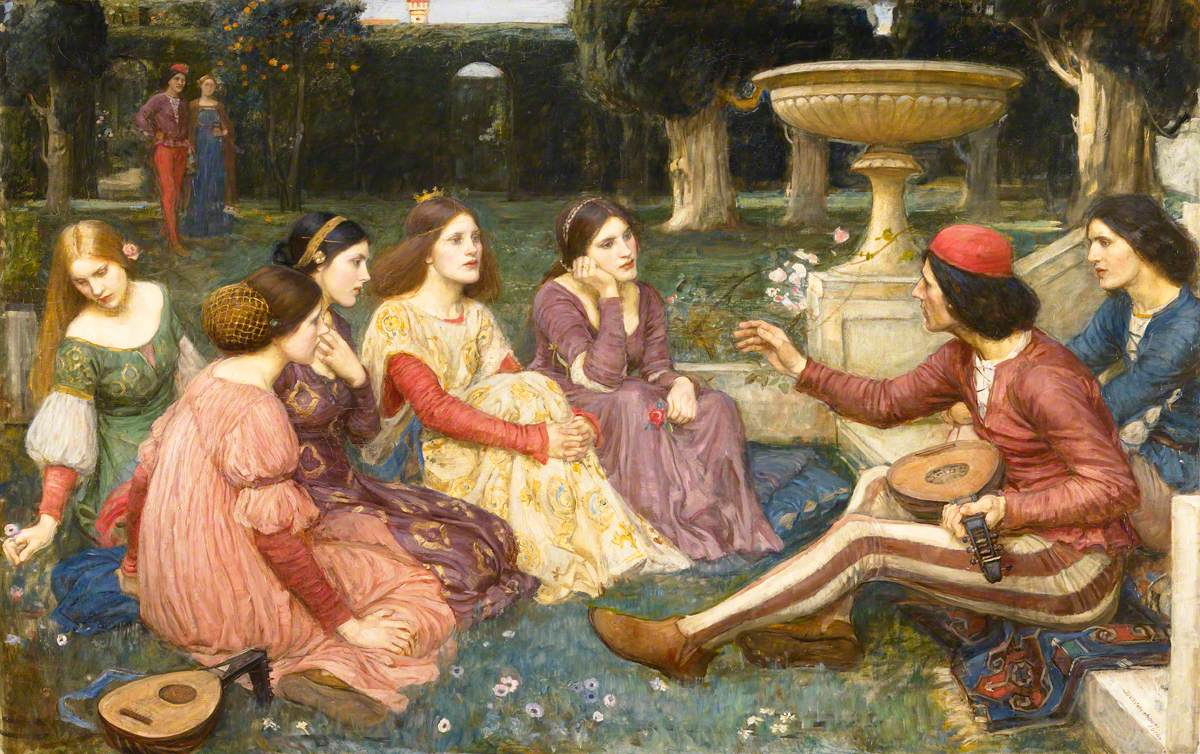

بالاتا هو شكل موسيقي وشعري إيطالي استخدم في أواخر القرن الثالث عشر حتى القرن الخامس عشر. يمتلك بنية الموسيقية AbbaA حيث المقطعان الشعريان الأول والأخير يمتلكان النص نفسه. هكذا يشابه هذا النمط الفيريلاي الموسيقي الفرنسي (فورم فيكس).